# Ямница (приток Удины)
Ямница — малая река в России, протекает по территории Хвойнинского и Мошенского районов Новгородской области. Вытекает из озера Ямного. Устье реки находится в 16 км по левому берегу Удины. Длина реки составляет 12 км, площадь водосборного бассейна 513 км².

## Данные водного реестра
По данным государственного водного реестра России относится к Балтийскому бассейновому округу, водохозяйственный участок реки — Мста без р. Шлина от истока до Вышневолоцкого, речной подбассейн реки — Волхов. Относится к речному бассейну реки Нева (включая бассейны рек Онежского и Ладожского озера).
Код объекта в государственном водном реестре — 01040200212102000020445.